# Oxystigma petiolatum
Oxystigma petiolatum är en trollsländeart som först beskrevs av Selys 1862.  Oxystigma petiolatum ingår i släktet Oxystigma och familjen Megapodagrionidae. IUCN kategoriserar arten globalt som livskraftig. Inga underarter finns listade i Catalogue of Life.